# Błudowo
Błudowo (deutsch Bludau, Kreis Braunsberg) ist ein Dorf in der polnischen Woiwodschaft Ermland-Masuren. Es gehört zur Stadt-und-Land-Gemeinde Młynary (Mühlhausen, Kreis Preußisch Holland) im Kreis Elbląg (Elbing).

## Geographische Lage und Verkehrsanbindung
Błudowo liegt an der Woiwodschaftsstraße 505, die von Frombork (Frauenburg) über Młynary (Mühlhausen) nach Pasłęk (Preußisch Holland) führt. Der Ort liegt unweit der Kreuzung dieser Straße mit der Schnellstraße S 22 (Teilstück der früheren Reichsautobahn Berlin–Königsberg), die von Elbląg (Elbing) kommend bis zur polnisch-russischen Grenze an der Übergangsstelle Grzechotki/Mamonowo II und weiter als Fernstraße R 516 bis nach Kaliningrad (Königsberg) verläuft. Innerorts zweigt eine Nebenstraße nach Stare Monasterzysko (Alt Münsterberg) ab. Über Młynary besteht Anschluss an die Bahnstrecke von Malbork (Marienburg) nach Mamonowo (Heiligenbeil) zur Weiterfahrt nach Kaliningrad (frühere Preußische Ostbahn).

## Geschichte
Im ostpreußischen Kreis Fischhausen gab es ebenfalls ein Dorf namens „Bludau“ (= Kostrowo im Rajon Selenogradsk (Kreis Cranz) der russischen Oblast Kaliningrad (Gebiet Königsberg)). Beide Orte sind mit der Familie Bludau verbunden. Der Ritter Hermann von Bludau kam aus Böhmen oder Mähren in das preußische Ordensland, wo er 1298 im Kreis Braunsberg das erste Mal urkundlich genannt wurde. Als Lokator des Dorfes Bludau erhielt er 1310 die Handfeste.
Im Jahr 1874 wurde Bludau in den neu errichteten Amtsbezirk Rautenberg (heute polnisch: Wielkie Wierzno) eingegliedert. Er bestand bis 1945 und gehörte zum Kreis Braunsberg im Regierungsbezirk Königsberg der preußischen Provinz Ostpreußen. Im Jahre 1910 waren in dem Dorf 365 Einwohner registriert.
Am 30. September 1928 wurde der Nachbargutsbezirk Alt Sadlucken (polnisch: Stare Sadłuky, nicht mehr existent) in die Landgemeinde Bludau eingemeindet. Die Einwohnerzahl stieg bis 1933 auf 407 und betrug 1939 noch 380.
In Kriegsfolge kam Bludau 1945 mit dem südlichen Ostpreußen zu Polen und erhielt den polnischen Namen Błudowo. Das Dorf ist heute in die Stadt- und Landgemeinde Młynary (Mühlhausen) eingegliedert. Sie ist Teil des Powiat Elbląski (Kreis Elbing) innerhalb der Woiwodschaft Ermland-Masuren (1975–1998 Woiwodschaft Elbląg).

## Religionen

### Kirchengebäude
Die kleine katholische Backsteinkirche in Błudowo wurde 1703 erneuert. Der Holzturm wurde 1718 angebaut, was durch die Jahreszahl auf der Wetterfahne dokumentiert ist. Das Gotteshaus beherbergt einen kleinen Hochaltar aus dem Jahr 1851, die Seitenaltäre waren in demselben Stil errichtet. Die ehemalige Kanzel verfügte über wertvolle Schnitzfiguren am Korb und am Aufgang. Die Kirche trägt den Namen Kosćiół Nawiedzenia Najświętszej Maryi Panny (Mariä-Heimsuchung-Kirche).

### Kirchengemeinde
Die Bevölkerung Bludaus bzw. Błudowos war schon immer fast ausnahmslos katholischer Konfession. Heute gehört das Kirchdorf zum Dekanat Braniewo (Braunsberg) im Erzbistum Ermland der Katholischen Kirche in Polen. Hier lebende evangelische Kirchenglieder waren bis 1945 in die evangelische Kirche Frauenburg in der Kirchenprovinz Ostpreußen der Kirche der Altpreußischen Union eingegliedert und gehören heute zur Pfarrei in Elbląg (Elbing) in der Diözese Pommern-Großpolen der Evangelisch-Augsburgischen Kirche in Polen.